# Fodgængerdynamik
Fodgængerdynamik (engelsk: pedestrian dynamics, crowd dynamics eller evacuation dynamics) er studiet af, hvordan fodgængere bevæger sig. Dette er især vigtigt på steder, hvor mange mennesker er samlet såsom i gågader og indkøbscentre. Hvis indkøbscentret skal evakueres pga. fx brand kan de mange mennesker blokere for hinanden, når de alle prøver på at flygte på samme tid. Det er derfor vigtigt at tage højde for fodgængerdynamik, når bygninger og områder til store menneskemængder designes.
Matematiske modeller for fodgængeres opførsel tæller bl.a. den sociale kraft-model.
I 2021 blev Ig Nobelpriserne i både fysik og kinetik givet for studier af sammenstød mellem fodgængere.